# 路線バス
路線バス（ろせんバス）とは、予め設定した路線上を運行するバス。

## 日本の路線バス
本節においては、日本における、主として一般道路を走行する一般路線バス（乗合バス）について中心に述べることとし、高速道路を主体に走行する長距離路線バス（都市間高速バス）については、「高速バス」を併せて参照されたい。

### 定義

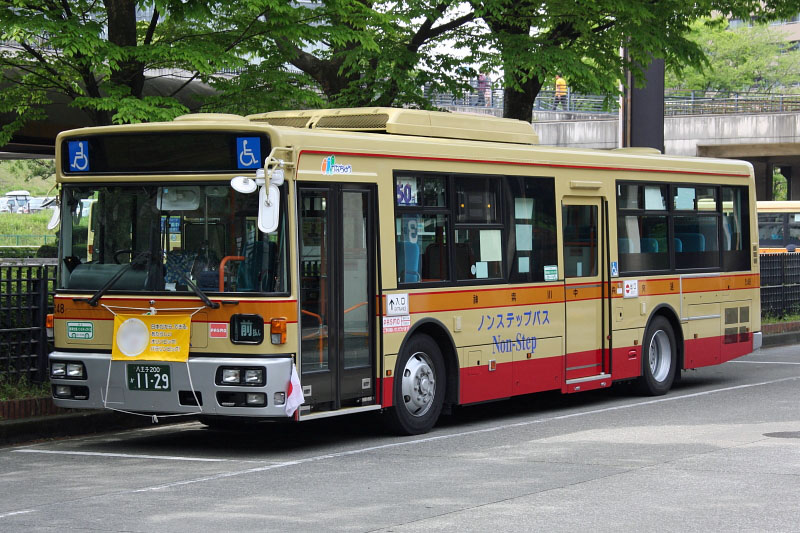
一例

日本においては道路運送法（昭和26年法律第183号）第3条において、バスを含む自動車により旅客を輸送する事業（他人の需要に応じ、有償で、自動車を使用して旅客を運送する事業）を「旅客自動車運送事業」と定義しており、さらに道路運送法第4条に於いて旅客自動車運送事業の類型として以下の種類を挙げている。
- 一般旅客自動車運送事業
  - 一般乗合旅客自動車運送事業
  - 一般貸切旅客自動車運送事業 - 貸切バスなど
  - 一般乗用旅客自動車運送事業 - タクシーに相当
- 特定旅客自動車運送事業 - いわゆる「特定バス」

この「一般乗合旅客自動車運送事業」（乗合旅客を運送する一般旅客自動車運送事業）に相当するものが主として「路線バス」「乗合バス」と称されるものである。
一般乗合旅客自動車運送事業を行うには国土交通省による許可（事業許可）が必要である。道路運送法4条に規定される「不特定多数の旅客を乗り合わせて運送する一般旅客自動車運送事業」を「4条乗合」と通称し、路線バスのほか、高速バス、コミュニティバス、デマンド交通、乗合タクシーなどが含まれる。
「4条乗合」の許可を受けるためには、道路運送法第5条の規定に基づき「氏名（法人の場合は法人名と代表者氏名）」「路線又は営業区域、営業所の名称及び位置、営業所ごとに配置する事業用自動車の数、事業の種別等を示した事業計画」を記載した申請書の提出が必要となるが、このうち「事業の種別」については道路運送法施行規則（昭和26年運輸省令第75号）第3条の3に以下の3区分が示されている。
1. 路線定期運行
2. 路線不定期運行（路線を定めて運行し、設定する運行系統の起点又は終点に係る時刻の設定が不定である運行）
3. 区域運行（前二号に掲げるもの以外で、路線を定めず、旅客の需要に応じた乗合運送を行う運行）

路線不定期運行・区域運行については、法に定める会議を経ることが必要となることから、路線バスの多くは上述の「路線定期運行」に該当しており、路線定期運行の場合は路線延長や運賃料金について認可制（上限認可制）になっている。また停留所の新設や変更は事後届出制である。
なお、一般には「路線バス」と呼ばれることもあるが、道路運送法79条に定める自家用有償旅客運送（自治体バスなどの市町村運営有償運送、公共交通空白地有償運送、福祉有償運送）などは一般旅客自動車運送事業（道路運送事業法第4条）とは法的な位置づけが区別されている。

### 運行
旅客自動車運送事業運輸規則第12条により、所定の発車時刻より前に発車させること（早発）が禁止されているため、停留所に早着した場合は、停留所から乗車する客及び車内に乗客がいなくても停車して時間調整を行う。ただし、クローズドドアシステム導入路線で降車のみの扱いとなる停留所に早着した場合は、乗客の降車が済み次第、時間調整を行わずに所定の発車時刻より前に発車可能である。
過疎地の路線では、起点のバス停から利用客の大半が乗車し、後は途中からの乗車はほとんどなく降車のみが続く場合が多い。このため、乗客がいなくなった時点で乗務員が勝手に運行を打ち切る、いわゆるバス停飛ばしが行われることがある。こうした行為が発覚した場合には、所管運輸局から道路運送法に基づく行政処分を受けるほか、地元自治体から補助金を受けて運行している場合は、返還請求が行われる問題も生じる。なお道路運送法上では、あらかじめ所要の手続きを踏まえた上で運行を打ち切ることを可能としている。
2015年6月、ヤマト運輸が岩手県北自動車の路線バスを利用した貨客混載輸送を開始。2017年9月には、国土交通省により路線バスにおける貨客混載の規制緩和が拡大された。

### バスの運営
現在の路線バスは、地方都市を中心にモータリゼーションや少子高齢化、運転手の減少、過疎化の進行により、かなり苦しい運営状況におかれている。 （運転手不足については大都市圏でも問題化している。）
この様な赤字路線の運営は貸切バス事業の黒字分で補填してきたが、道路運送法の改正でバス事業の新規参入が緩和されたため過当競争に陥り、多くのバス会社において赤字路線を維持できなくなった。法改正で路線の減便・廃止は基本的に住民同意なしで行うことができるようになり路線の廃止、減便が相次いでいる。また経営環境の悪化から倒産するバス会社なども出てきている。また、鉄道路線等の廃止に伴う廃止代替バスの場合、元々経営が厳しかった鉄道路線が廃止になって代わりに設定された路線が大半（例外が名鉄起線の代行バス）で、バス転換後も利用者の減少が続いた結果、慢性的な赤字が改善せず、鉄道代替であったはずのバス路線もまた廃線となるケースが相次いでいる。そのため、廃線を回避するために公的資金の投入を受けたり、非正規雇用の乗務員を積極的に利用する、廃止した路線のバス停標識の上にシールを貼って新路線に使い回すなど、経費を節減できるところは徹底的に切り詰めて、どうにか路線を維持しているところも多い。
国土交通省では2017年時点、利用者数が1日15人以上150人以下の赤字路線に対して「地域公共交通確保維持事業」により支援を行っている。
収益の改善では、車体全体を広告に供するラッピング車両や、空港連絡路線の強化、地域ごとの分社、運行業務の他社への委託などが行われている。
大都市においては、地下鉄路線網の拡充に合わせて路線網が縮小された地区が多い。その他、大都市においては交通渋滞によるダイヤの定時性維持（平均時速15kmでダイヤを基本的に組んでいる）が最大の課題となる。これについては、最近では、バスレーンの設置や公共車両優先システム（PTPS）の導入、名古屋ガイドウェイバスのようにバス専用通路建設（ガイドウェイバスは案内軌条式鉄道扱いのためバス専用道路ではなく、専用軌道となる）など、道路混雑と渋滞により定時運行が妨げられやすいというバスの短所を、積極的に改善するための試みもなされている。
そのほか、自治体が支援する「コミュニティバス」というアプローチも行なわれている。東京都武蔵野市の「ムーバス」が成功例として知られる。コミュニティバスも運行されない過疎地では、児童・学生のみスクールバスで送迎したり、住民が公共交通空白地有償運送事業を営んだりして路線バスを代替している地区もある。
また、大阪市バスの「赤バス」のように、小型バスによる均一料金での細かな地域への入り込みや、100円バスと呼ばれる形態での利用増を図る地域もある。時刻表の配布により利用者が増加した例もある。
鉄道会社系のバスはその会社の自動車部門（直営）からの分社が多い。自社直営バスの営業エリアの一部を分離する形での部分的な分社化は1970年代以降、南海電気鉄道や西日本鉄道、京成電鉄などで実施された例があるが、1990年代以降、バス事業を全面的に分社化する事業者が増えている。しかし、労働組合との関係などの事情で分社・子会社化が進まないケースもある。
自社の車両運行に必要な車両整備の為に、バス事業者が自社なり関連会社なりで自動車整備工場を所有し、バスの車検も自前で行っていることも多い。専用の整備工場が無い場合でも、特定の車庫や拠点を整備して自動車整備工場としての認証を取得し車検・整備・修理や小規模な改造を手掛けるのはこの業界では珍しいものではない。また、設備・人員の有効利用や売上確保の一策として、自社グループに関係する車両のみならず地元タクシー事業者・運送業者や一般ユーザーの自家用車・大型自動車などの車検・整備を幅広く手掛けるなど、路線バスの会社が自動車の整備業・修理業としての一面を持つことも少なくない。また、自動車運転に必要な自動車損害賠償責任保険や自動車保険を中心にした各種保険の代理店業や、自動車販売業、ガソリンスタンドなど、自動車に関連する様々なビジネスをバス会社が直営していることもある。変わった事例では、農業法人が旅行会社を設立し高速バス事業を展開している（Dts creation）。
直通バスが廃止された場合、利便性低下を抑えるため存続しているバス路線間で乗り継ぎ割引を実施する例もある。
一方で、後述するように利用客の多い大都市圏でも運転手不足により本数の減便を余儀なくされる路線もあり、バスの運転に必要な大型第二種運転免許の取得支援制度の導入、短時間だけ運転業務に従事する人事制度の導入などの対応が行われている。

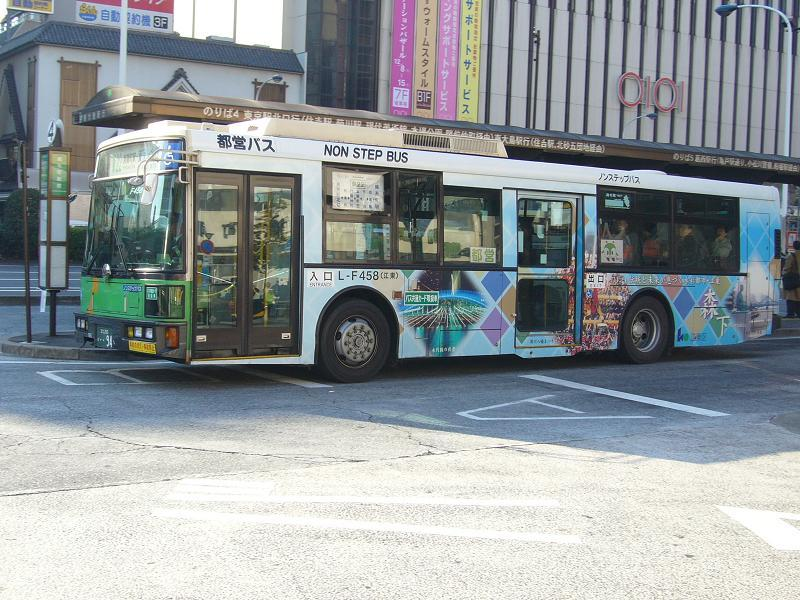
ラッピングバスの例（東京都交通局）
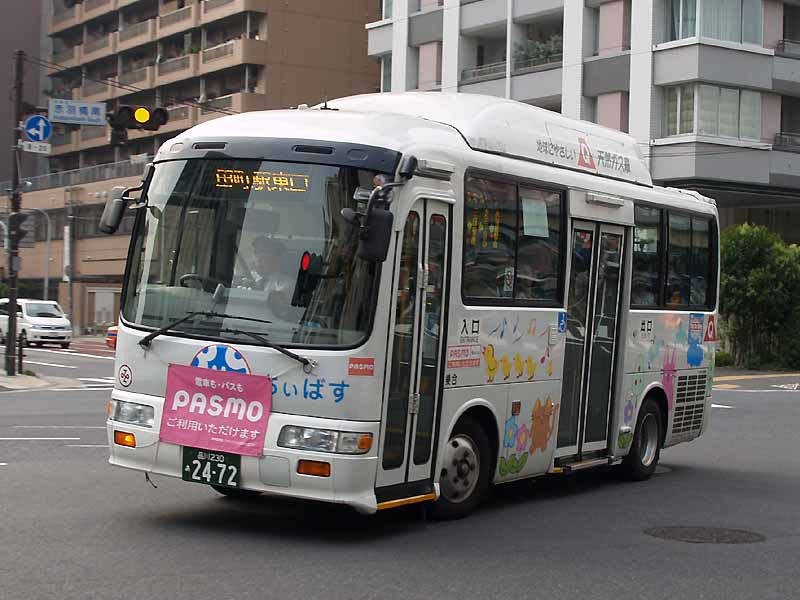
コミュニティバスの例（東京都港区「ちぃばす」）
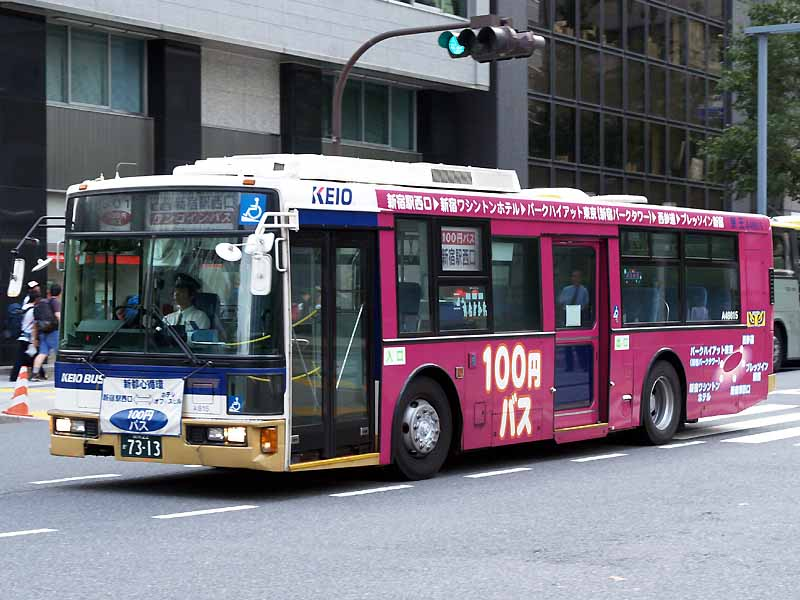
100円バスの例（京王バス東）
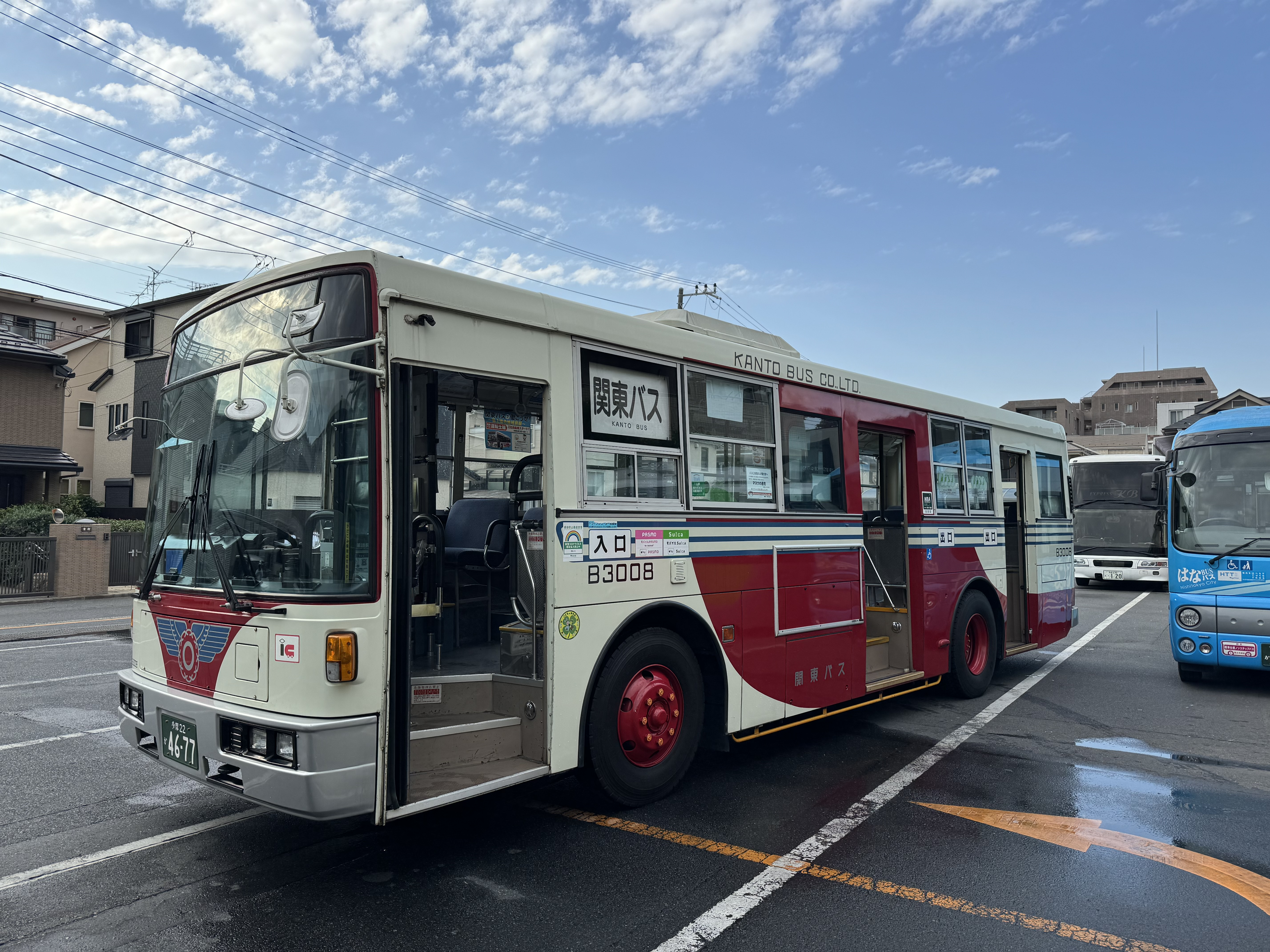
関東バス 3扉車(動態保存車両)

### 路線バスにおける優等種別
日本の路線バスにおいては基本的には路線内の全ての停留所で停車ボタンが使用可能である運行がほとんどであるが、観光地を抱える路線、長距離を走る都市間や地方路線、時間帯を限定（朝夕ラッシュ時や昼間時間帯など）した都市部の路線などで特急・急行などの優等種別便を運行している路線がある。
使用車両については通常の路線バスタイプ（下記参照）に加え、ミニバスやマイクロバス、高速、観光・貸切タイプを使うところもあり、路線・運行会社によってまちまちである。
急行バスも参照。

### 車両の特徴
現在、日本のほとんど全ての路線バスは、大型自動車第二種運転免許を持った運転士一人だけが乗務するワンマン運転のいわゆるワンマンバスとして運行されている（ただし、車両の回送や試運転等で旅客運送を伴わない場合は、第一種運転免許で運転することができる）。1970年代前半頃までは、運賃の収受やドアの開閉、踏切などでの安全確認やバックの際の誘導などを行う車掌が乗車するツーマンであったが、人件費節減のため、1980年代にはほとんどワンマン運行になった。そのため、現在の路線バス用車両は基本的にワンマン仕様で車掌用設備は省略されている。
日本の路線バスの車両の多くは、車両左側の前方および中間の2ヶ所にドアが設けられていることが多い。地域や事業者、路線によっては前方と後方の2ヶ所にドアが設けられている車両（一部の都市）、前方1ヶ所だけドアが設けられている車両（主に地方部）、前方・中間・後方の3ヶ所にドアが設けられている車両（大都市の一部事業者）もある。しかし、いわゆるバリアフリーへの対応で、近年ではノンステップやワンステップ車両が導入されるようになり、構造の関係から前方と中間の2ヶ所にドアがある形態に集約されつつある。

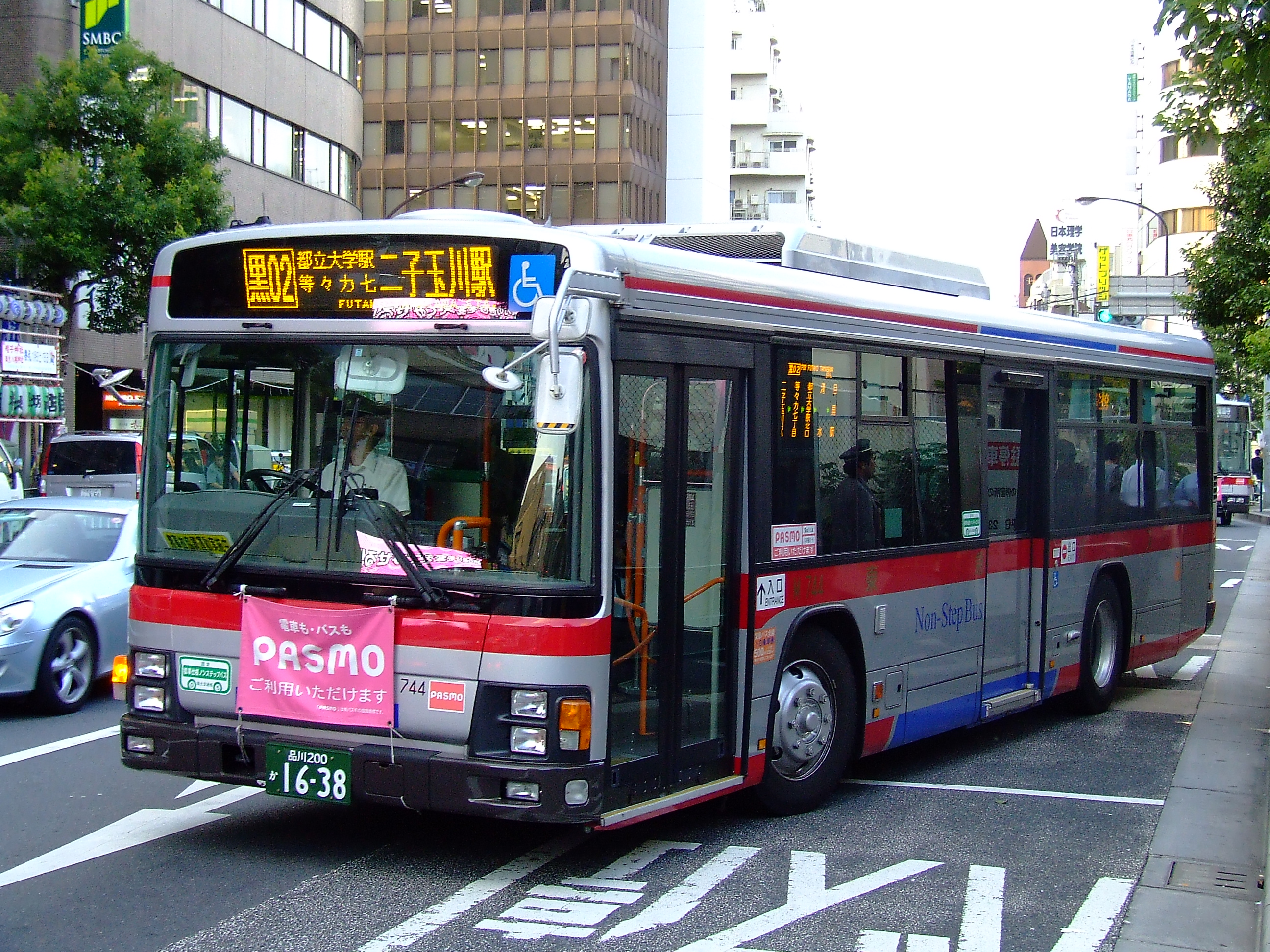
東急バス 前中2扉バス
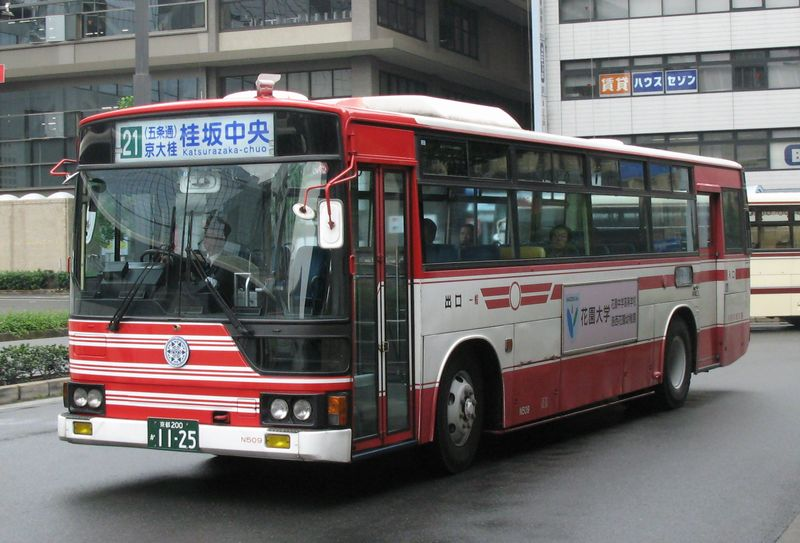
京阪京都交通 前後2扉バス
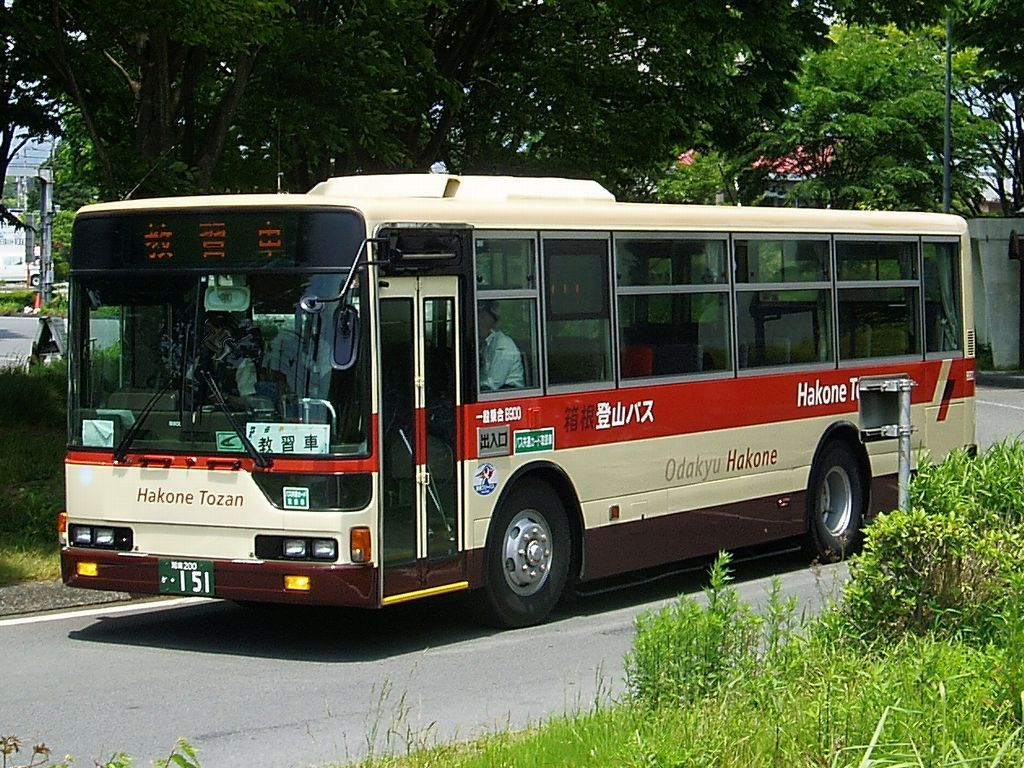
箱根登山バス 前扉バス
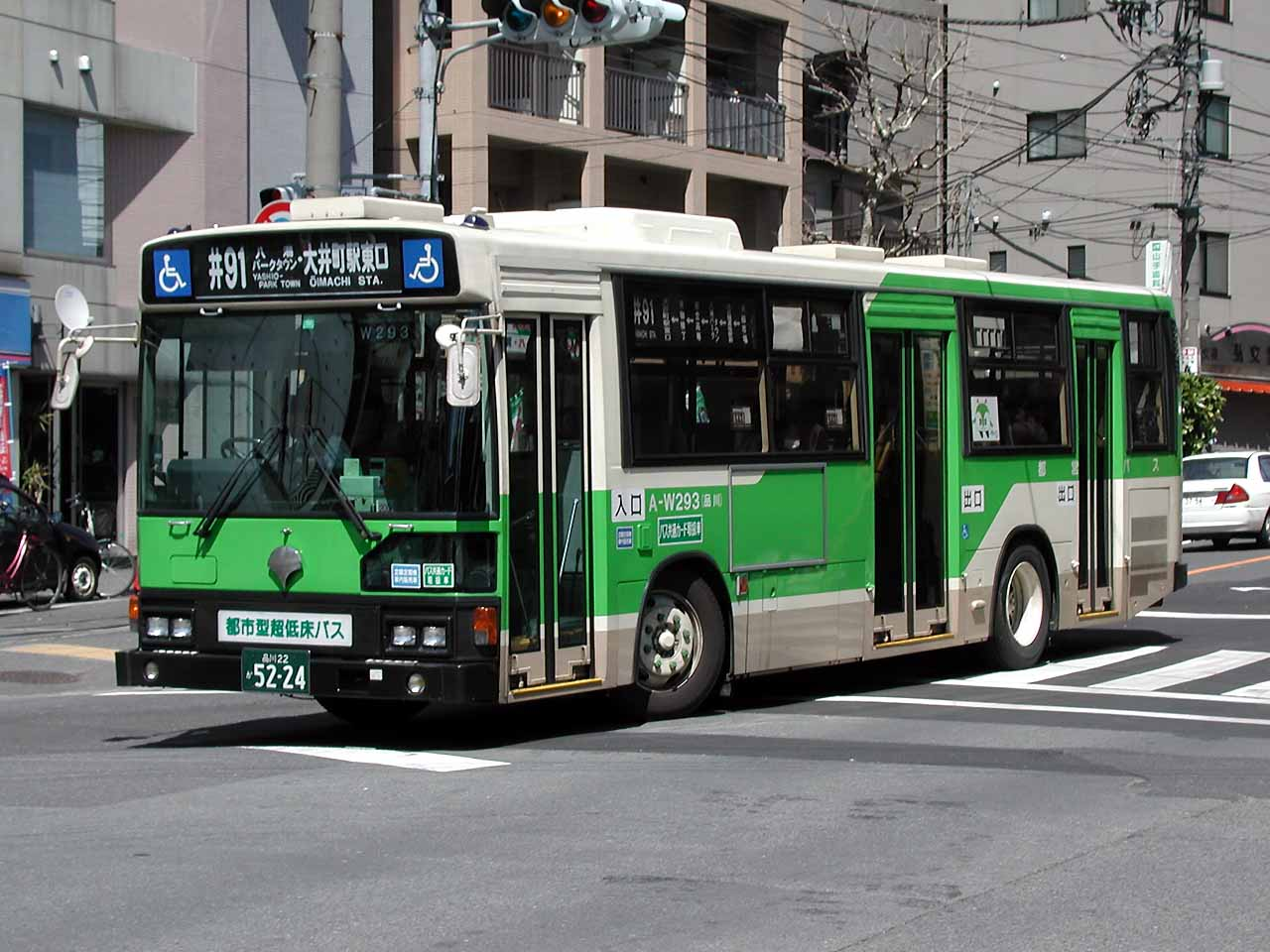
都営バス 前中後3扉バス
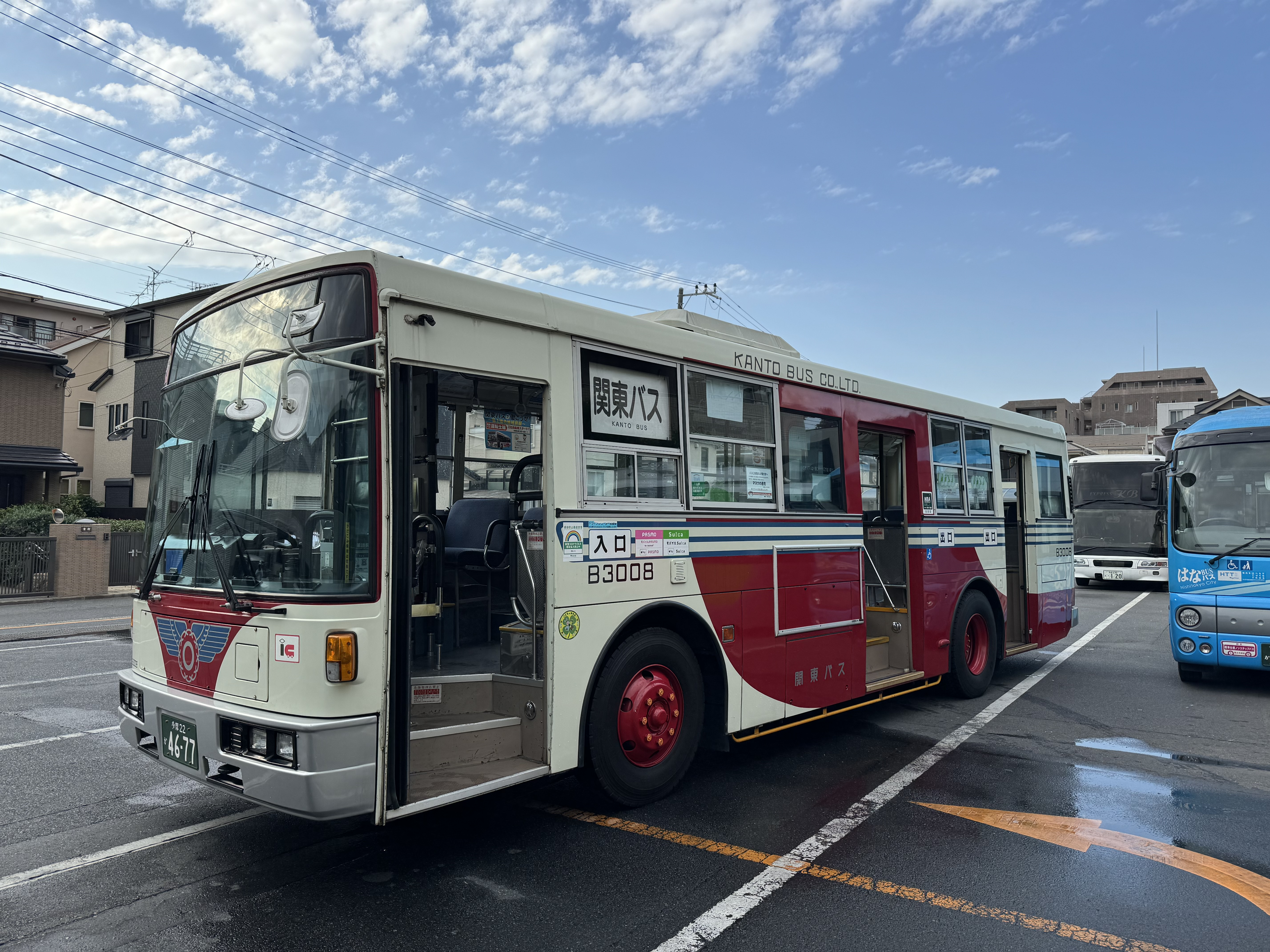
関東バス(3扉車)動態保存車
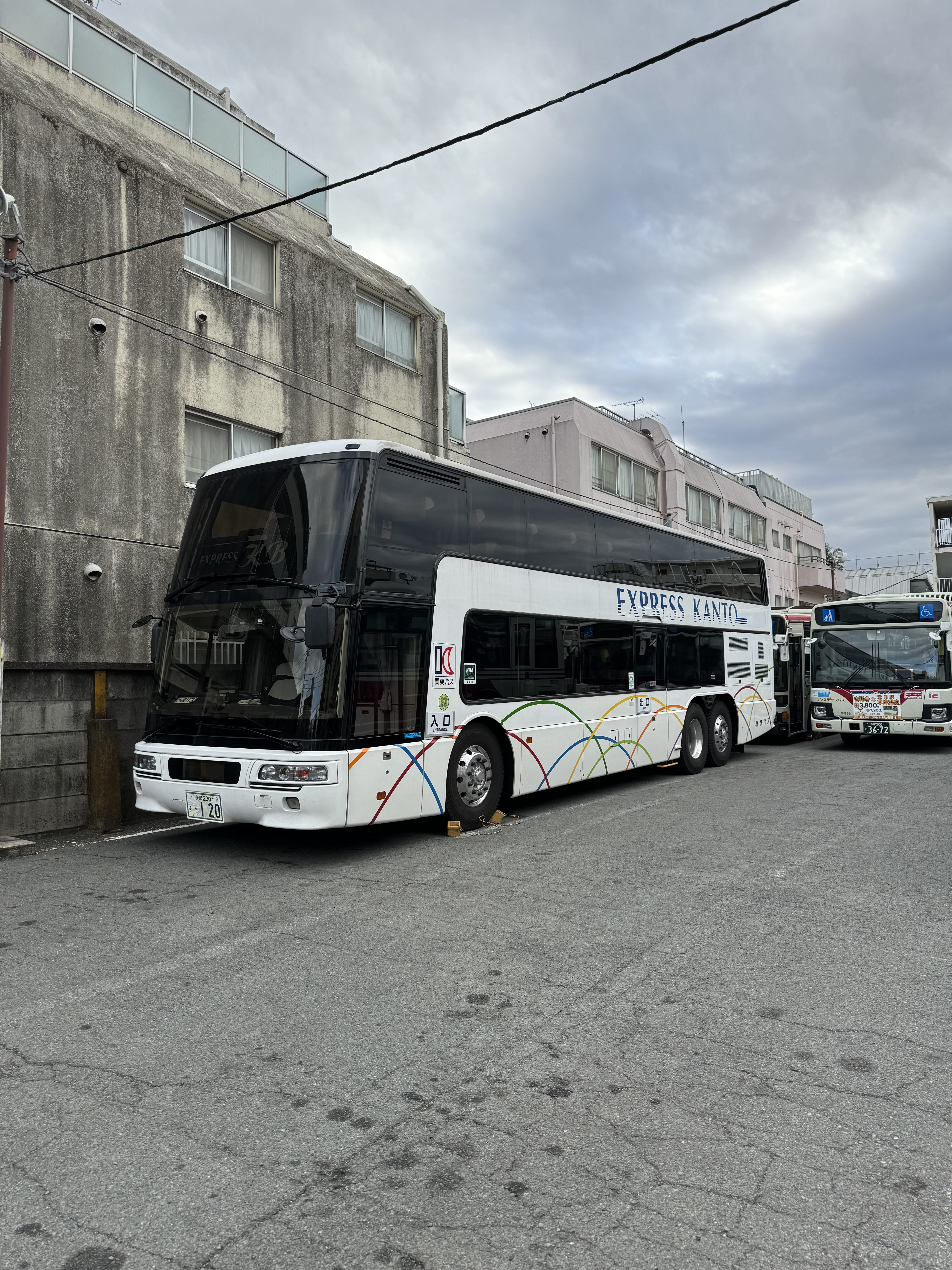
関東バス 120号車 八景島線の路線バスとして使用されている。

前方ドアは運転席の脇にあり、前方ドアを利用する乗降時に運賃の精算がなされるため、精算機（運賃箱）が置かれていることが一般的である。
座席は多くの席が進行方向に向いているが、車両左側の前後のドアの間の座席（多くは優先座席）は側面を向いていることも多い。乗客数が特に多い路線ではほとんどの座席を横向きに設置し、乗車定員を増加させていることもある。
かつては路面と客室の間に大きな段差があり、車椅子や高齢者の利用に難があったが、近年になって車体や設備の改善も進み、車椅子のリフトアップが出来たり、乗降時に空気圧を利用して車体が下がる仕組みを備えたり、ノンステップバスのように客室の床面を低くし、車体前方・中央（ごく一部は後方も）の入り口部分に床面との段差をなくして乗り降りを楽にしたバスも増えるなど、バリアフリー化が進んでいる。しかし、路線環境などにより車椅子での乗降を断る運転手や事業者も少なくない。
なお、バス事業者が正当な理由なく車椅子利用者等の障害者の乗車を拒否した場合、2016年4月1日に施行された障害を理由とする差別の解消の推進に関する法律（障害者差別禁止法）で禁止される「障害を理由とした不当な差別」とみなされる可能性がある。加えて事業者が公営バス等の場合は、同法にて行政機関に対する法的義務（民間事業者は努力義務）として課せられた合理的配慮の提供を怠ったとみなされる可能性もある。
かつては古くなった観光バス車両に方向幕や運賃表示器・運賃箱などの路線バス用の機器を取り付けて路線バスに転用する例が多かったが、観光バスのハイデッカー化や路線バスのバリアフリー化により、このような改造例は少なくなっている。近年では2012年（平成24年）3月16日をもって運行終了した京都市交通局の定期観光バスに使用していた車両を、水族館シャトル（京都駅前～梅小路公園間アクセス路線）に用いた例がある。

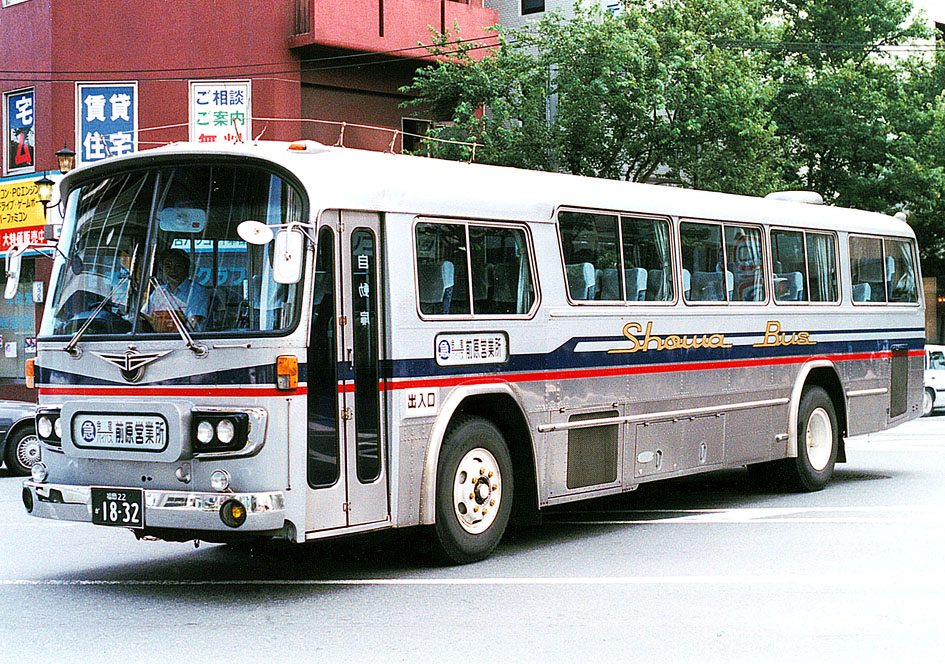
昭和自動車 前面・側面に方向幕を設置
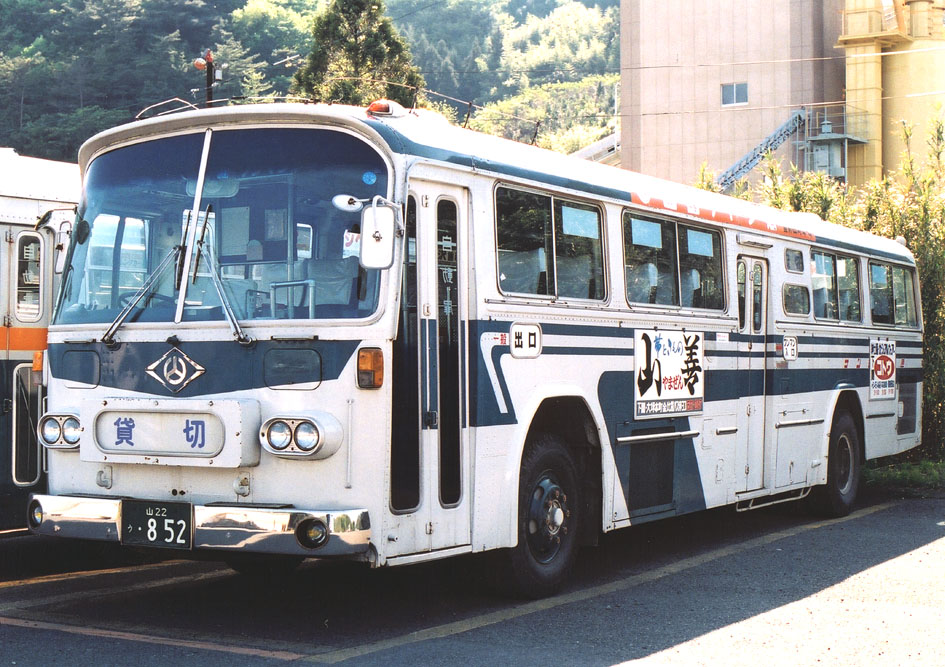
サンデン交通 前面に方向幕を設置、側面中央部に乗車用ドアを設置（増設）

### 乗車・降車方法
路線バスでは道路交通法により、原則としてバス停留所（バス停）や駅前などに設けられたバスターミナルで乗降する。乗降客が極端に少ない区間等の特に認められた区間では、バス停以外の場所であっても運転手に合図をすれば乗降できる「フリー乗降制」となっている場合もある。
運賃は均一料金制の場合と、距離に応じて金額が上がって行く対キロ制・区間制の場合とがある。前者は大都市に多く、後者はそれ以外の中小都市や地方部に多くみられる。
均一料金制の場合は、運転手のいる前方のドアから乗車して運賃を支払い、後方または中央のドアから降車する「前乗り後降り先払い」が多く採用され、東京都の均一運賃地域、神奈川県横浜市や川崎市、愛知県名古屋市、沖縄県那覇市（民間事業者の那覇バス）、兵庫県伊丹市や尼崎市などが該当する。中小都市や地方部でも、コミュニティバスなどでごくまれに採用される場合がある。
対キロ制・区間制の場合は、後方または中央のドアから乗車し、前方のドアから降車する際に運賃を支払う「後乗り前降り後払い」が基本となる。日本国内ではこの乗降方式が圧倒的に多く、大阪府大阪市や兵庫県神戸市といった関西の大都市や、東京都多摩地域の区間制運賃路線、長野県松本市（民間事業者のアルピコ交通）のように、均一運賃地域の路線であってもこの方式を採用しているケースも少なくない。
なお、前扉のみで中扉や後扉を持たない「トップドア車」と呼ばれるバスや、箱根登山バス（神奈川県）や弘南バス（青森県）のように、中扉や後扉が存在するにもかかわらず乗降に使用しない事業者も存在する。このような場合は均一料金制（先払い）と対キロ制・区間制（後払い）を問わず、乗降方式は「前乗り前降り」となる。
後払い方式の場合の一般的な支払い方法は、乗車する際に乗車場所ごとに番号が振られた整理券を取るか、PASMO等の交通系ICカードを入口側のカードリーダーにタッチして乗車記録をする。降車の際に、運賃表で確認した整理券の番号に応じた運賃を運転席横の運賃箱に入れるか、ICカードを運賃箱側のカードリーダーにタッチして運賃を支払う。
また「信用乗車方式」といわれる、行き先を運転手に告げ、行き先までの運賃を乗車時に運賃箱に入れる方式も存在している（神奈川中央交通の横浜市内路線、京成バス千葉ウエストの千鳥営業所管轄路線、大利根交通などはこの方式で「前乗り後降り先払い」である）。また、現在も採用している路線は非常に少ないが、整理券を取らずに乗車し、降車時に乗車停留所を告げて運賃を支払う方法もある。
特殊なケースとしては、営業運行中に途中停留所を境に乗降方式が変わる路線も過去に存在しており、神奈川中央交通大和営業所が運行していた町71系統が該当していた。この路線は町田バスセンター（東京都町田市）と中山駅（神奈川県横浜市緑区）を結んでいたが、途中の青葉台駅（同市青葉区）を境に町田側は「前乗り前降り後払い」方式、中山側は「前乗り後降り先払い」方式として運行していた。

### 長所と短所

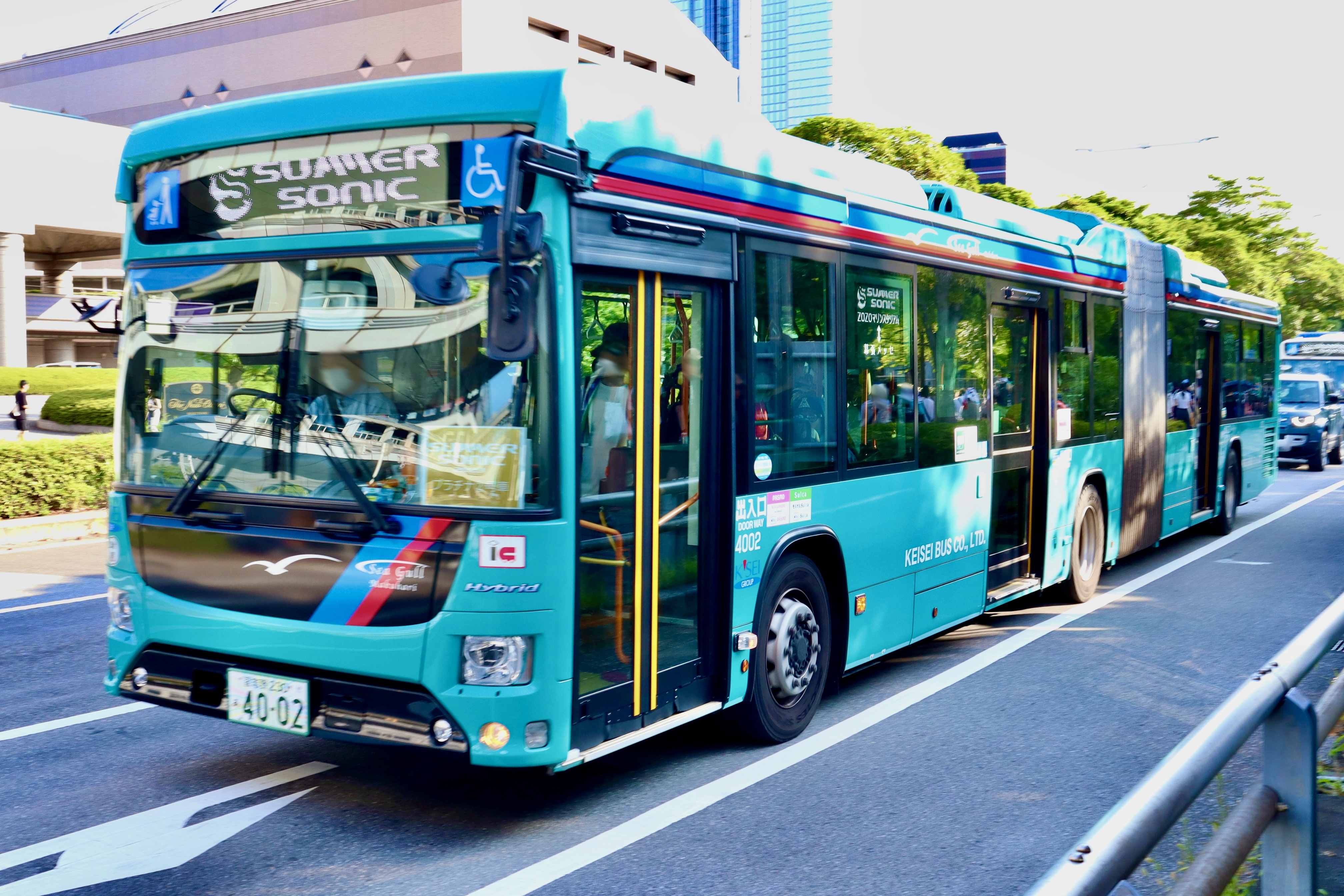
京成バス 連節バス「シーガル幕張」
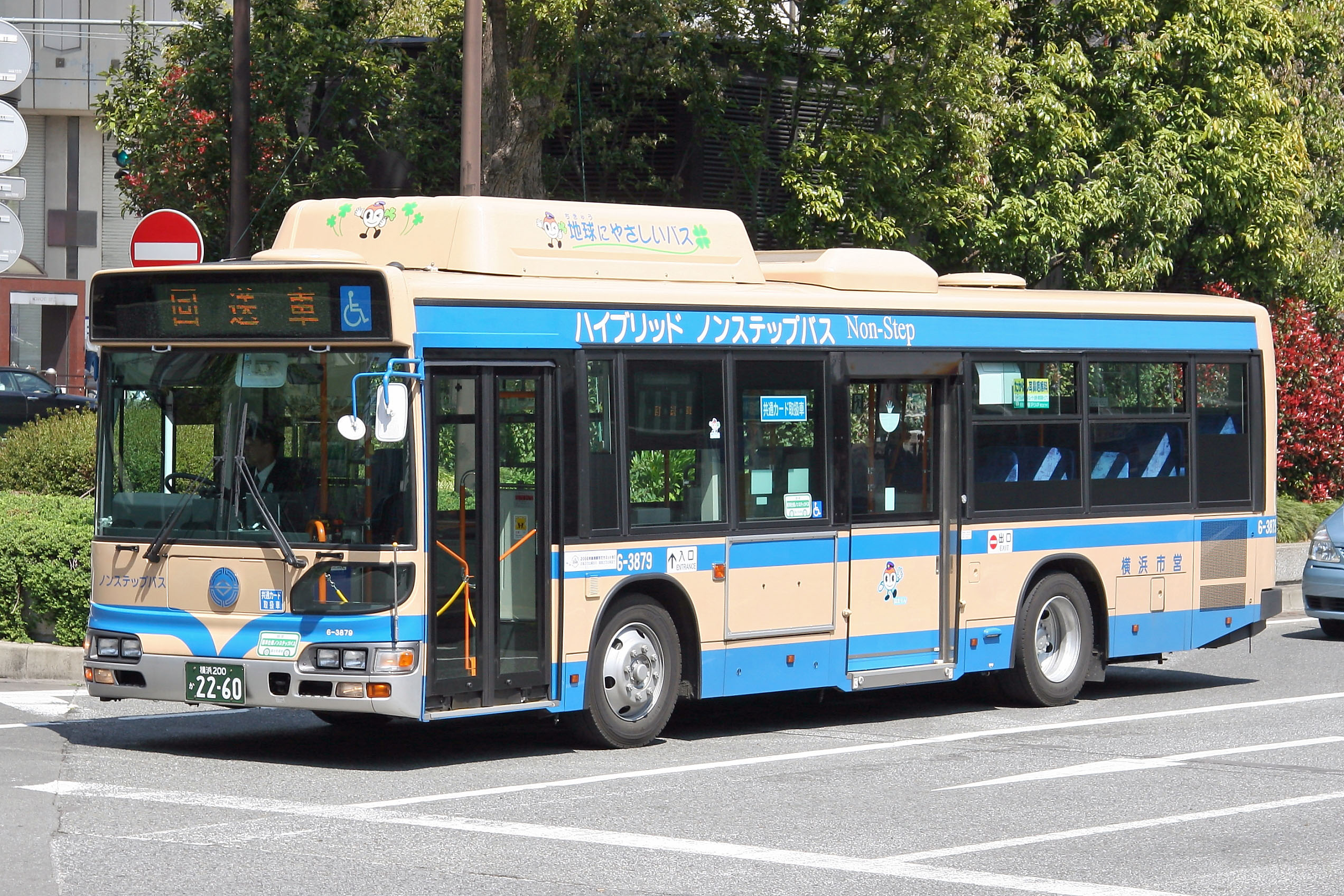
横浜市営バス ハイブリッドバス
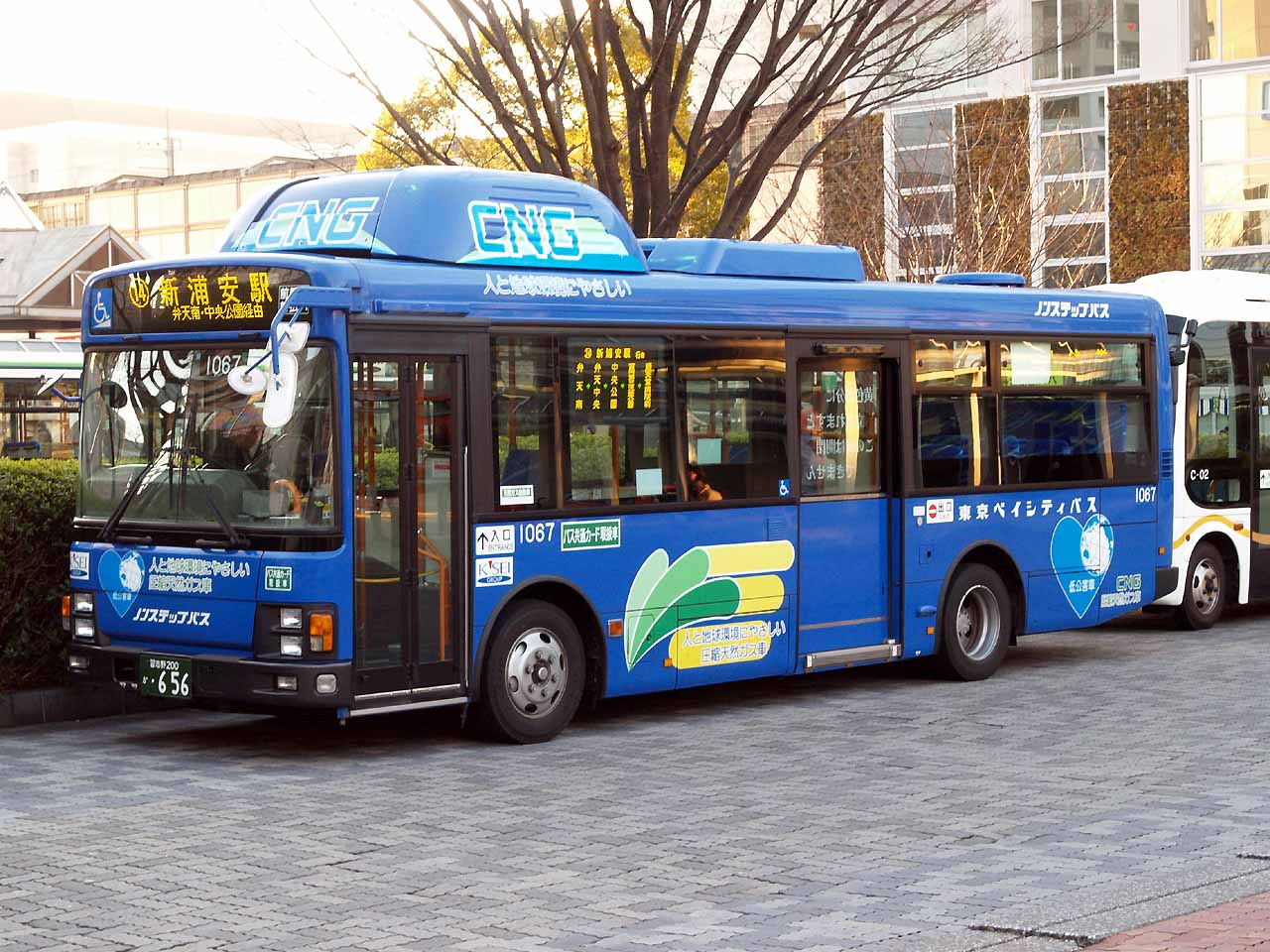
東京ベイシティ交通 CNGバス
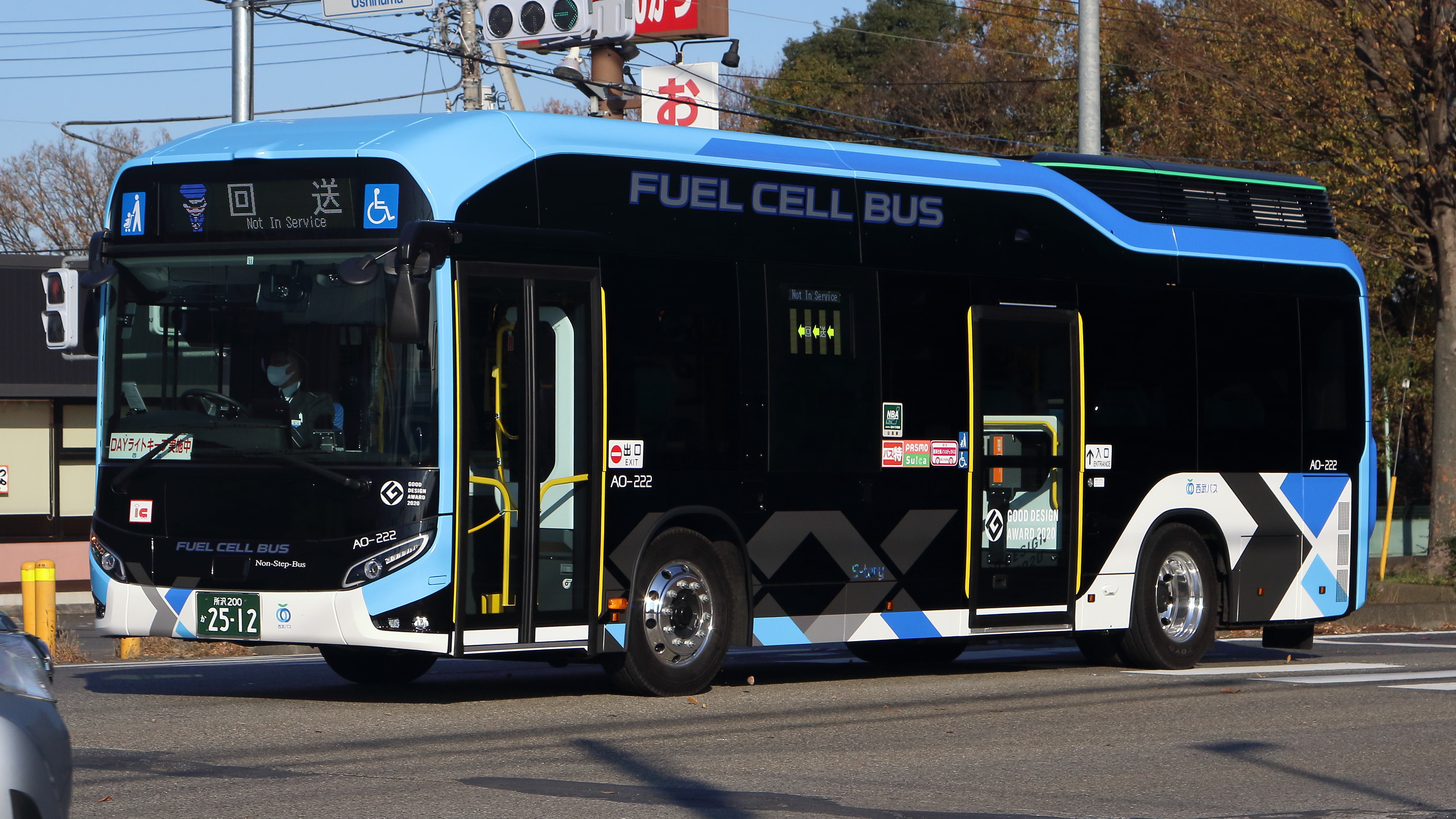
西武バス 燃料電池バス
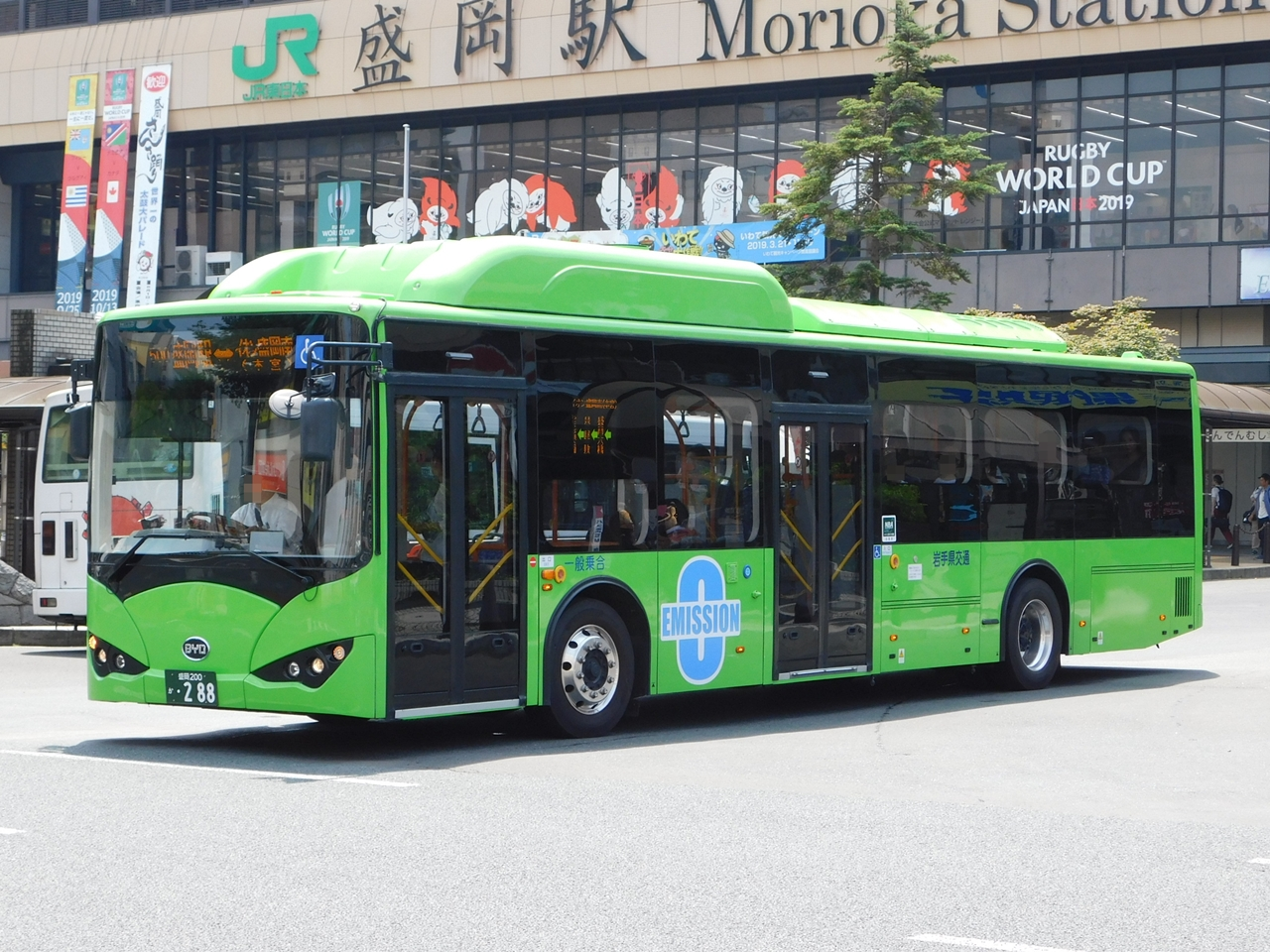
岩手県交通 電動バス

他の公共交通機関と比較する。
長所
- バス停間の距離が鉄道の駅間距離に比べて短い

特にフリー乗降制区間が採用されていると、バス停以外でも乗降できる利点がある。
- 高速道路の料金車種区分で有利

車長9m以上・乗車定員30人以上又は車両総重量8t以上のバスでも高速道路の料金車種区分が「大型車」扱い。
車長9m以上・車両総重量8t以上又は乗車定員30人以上の路線バス以外のバスは「特大車」扱い。
- 既存の道路を利用できる

短所
- 交通渋滞に弱い

バスレーンの無い道路では渋滞に弱い・渋滞の原因になる。また日本の高速道路にはバスレーンが無い。
渋滞に巻き込まれると、運行に遅延が生じる。また、バス停に停車するバスが原因で渋滞を起こしてしまうこともある。

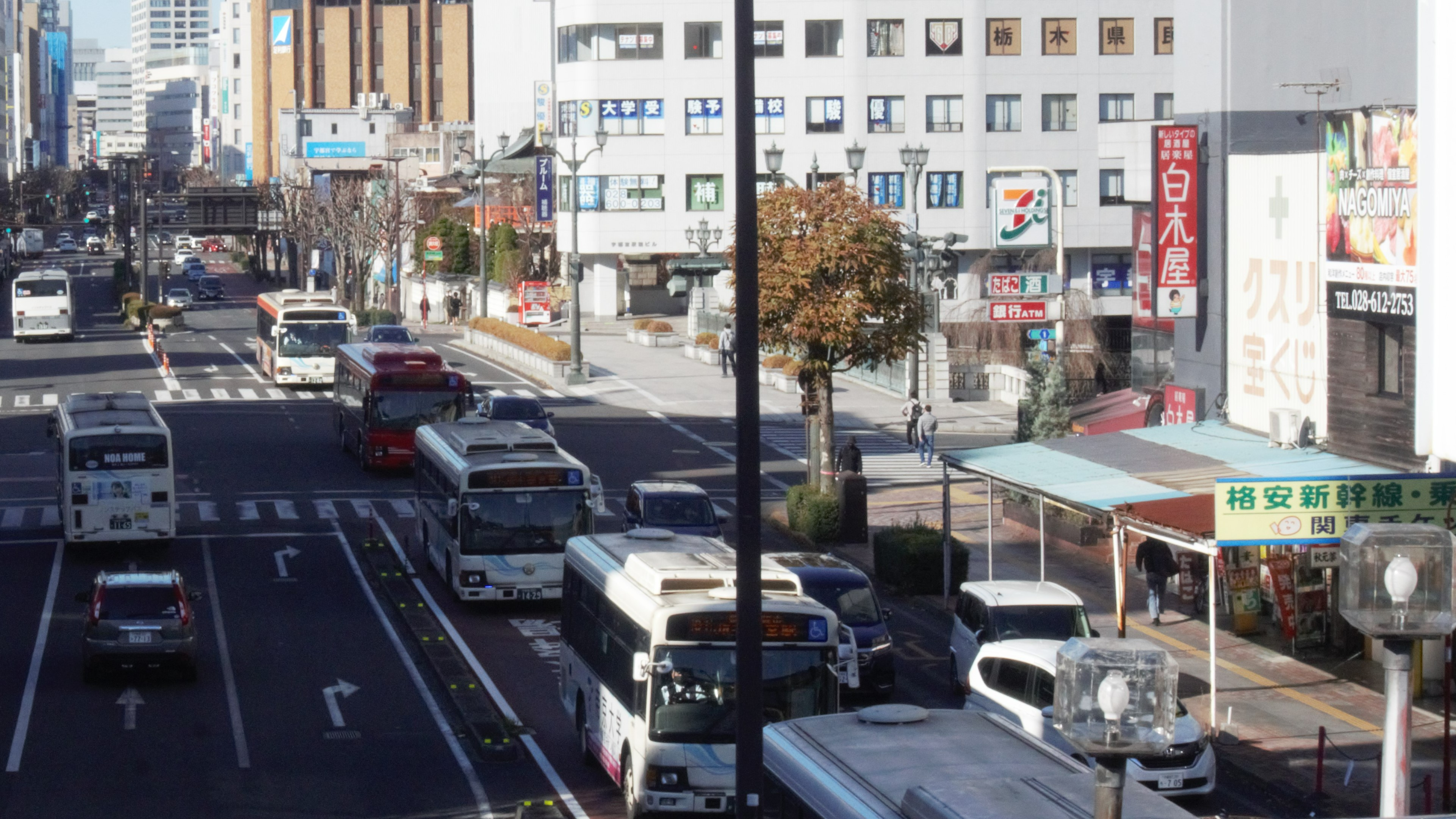
大通り (宇都宮市)におけるバスの団子運転。

 福岡市や北九州市、熊本市中心部、宇都宮市の大通りのように、バスの台数が極端に多く、また運転系統が市の中心部に集中しているため「バスが渋滞を引き起こす原因」となっている例もある。ただし、このような事態を回避するために、西鉄バスの中距離路線では都市高速道路を利用する路線が多い。宇都宮市ではライトレールの整備について、大通りを走行するバス路線を周辺道路へ分散し、渋滞の解消を図ることも目的としていた。
バスは原則として道路の一番左の車線を走るため、交差点の右折の場合は手前のバス停の位置によっては一番左の車線から右の車線に横切ることになり、道路全体を塞ぐことがある。
（熊本市のバスの右折が多い交差点ではこれを見越し、バスの停留所から交差点の間の一部分にバスを除外した停止禁止部分の路面標示を設けている。特にバスが集中する熊本市中央区の4箇所の交差点ではこれを避けるため、一番左のバスレーンから右折し、一般車は左から2番目の通行帯から左折する。4箇所のうちバス専用の交通信号機があるのは、熊本市中央区手取本町の交差点のみである。他の3箇所は交通信号機に青色の灯火の矢印が併設されている。）
- バス運転士の不足

大型二種免許取得者の絶対的な不足により、慢性的な運転手不足に陥っている。さらに新型コロナウイルスによる利用者の減少も加わり、本数の減便、運行区間の短縮、路線の廃止やさらにバス事業からの撤退を表明した事業者（磐梯東都バス、金剛自動車）も出ている。
普通自動車免許から大型二種運転免許を取得する｢養成制度｣を取り入れ、運転手不足の解消に努めている事業者もある。
- 交通事故

バスが関連する交通事故は少なくない。道路は一般的に混合交通であり、他車の無謀運転や歩行者等の飛び出しなどによる事故は避けきれない。
これに加え、交通事情から遅れを取り戻すための回復運転、劣悪な労働条件あるいはバスサービスの供給過剰や競争激化などにより、公共交通機関のバスでさえ無謀運転に陥ってしまう場合がある。実際にバスが速度超過になる事例が一部のバス会社で起きている。
- 環境問題

バスの大半がディーゼルや天然ガスなどの化石燃料車かハイブリッド自動車で、排気ガスを大気中へ出す。トロリーバス、電気バス、燃料電池バスは少数派である。
ディーゼルの場合尿素SCRシステムにより窒素酸化物は改善されてきているが、一方で別の異臭が発生する。
- 京成バス
連節バス「シーガル幕張」
- 横浜市営バス
ハイブリッドバス
- 東京ベイシティ交通
CNGバス
- 西武バス
燃料電池バス
- 岩手県交通
電動バス

### 補足事項
- 一般的には系統番号がある路線については「系統」と称しているが、事業者によっては「- 番」（琉球バス交通、近鉄バス）や「- 号経路」（京阪バス）が正式の呼称となっていることもある。詳細は当該記事を参照。
- 多くの地域において運転手の間では、運行中の同僚とすれ違った際に手を挙げて挨拶を交わすことが慣例となっている（同一事業者または親会社と子会社同士）。通常運行を行っている（すなわち、バスジャックなどの非常事態が発生していない）ことを運転手間で確認する意味も含めて行う場合もある。地域によっては異なる事業者間でも行われる場合（主に都市間バスの共同運行会社や資本等で関係する会社等）もあった。しかし、2010年代以降、利用客などから脇見運転や片手運転になるとクレームを受ける場合もあり[注 7][22]、国土交通省や日本バス協会なども挙手挨拶の自粛を求めていることから[21][23]、禁止する事業者が多くなった[21][24][25]。

### 乗合バス事業者
- 北海道の乗合バス事業者
- 東北地方の乗合バス事業者
- 関東地方の乗合バス事業者
- 中部地方の乗合バス事業者
- 近畿地方の乗合バス事業者
- 中国地方の乗合バス事業者
- 四国地方の乗合バス事業者
- 九州地方の乗合バス事業者
- Category:日本のバス事業者

### 路線バス専用車両
ここでは、”マイクロバス”や”グリーンスローモビリティ専用車両”、”観光･高速路線用車両”を除く路線バス専用車両を記する。なお日本の製造元のみ。
現在製造中の車両
- 三菱ふそう「エアロスター」（三菱ふそうバス製造）
- いすゞ「エルガ」、日野「ブルーリボン」（ジェイ・バス）
  - いすゞ「エルガミオ」、日野「レインボー」
  - いすゞ「エルガEV」、日野「ブルーリボンZ EV」
  - いすゞ「エルガデュオ」、日野「ブルーリボンハイブリッド連節バス」
- 日野「ポンチョ」（日野自動車、ジェイ・バス小松工場）

- エアロスター
- エルガ
- ポンチョ
- エルガデュオ

過去に製造していた車両
- トヨタ「DR型バス」
- トヨタ「SORA」
- トヨタ車体「FB」
- トヨタ車体「FR」
- 日産ディーゼル「BR30コンドル号」
- 日産ディーゼル「R/RA系」
- 日産ディーゼル「スペースランナーA」
- 日産ディーゼル「スペースランナーJP」
- 日産ディーゼル「スペースランナーRP」
- 日産ディーゼル「スペースランナーRM」
- 日産ディーゼル「スペースランナーRN」
- 日産自動車「BU系 コロナ」
- 日産自動車「UR系」
- 日産自動車「UR690系」
- いすゞ「BU系」
- いすゞ「C系」
- いすゞ「キュービック」
- いすゞ「ジャーニー」
- いすゞ「ジャーニーK」
- いすゞ「エルガLT」
- 三菱ふそう「アロミディ」

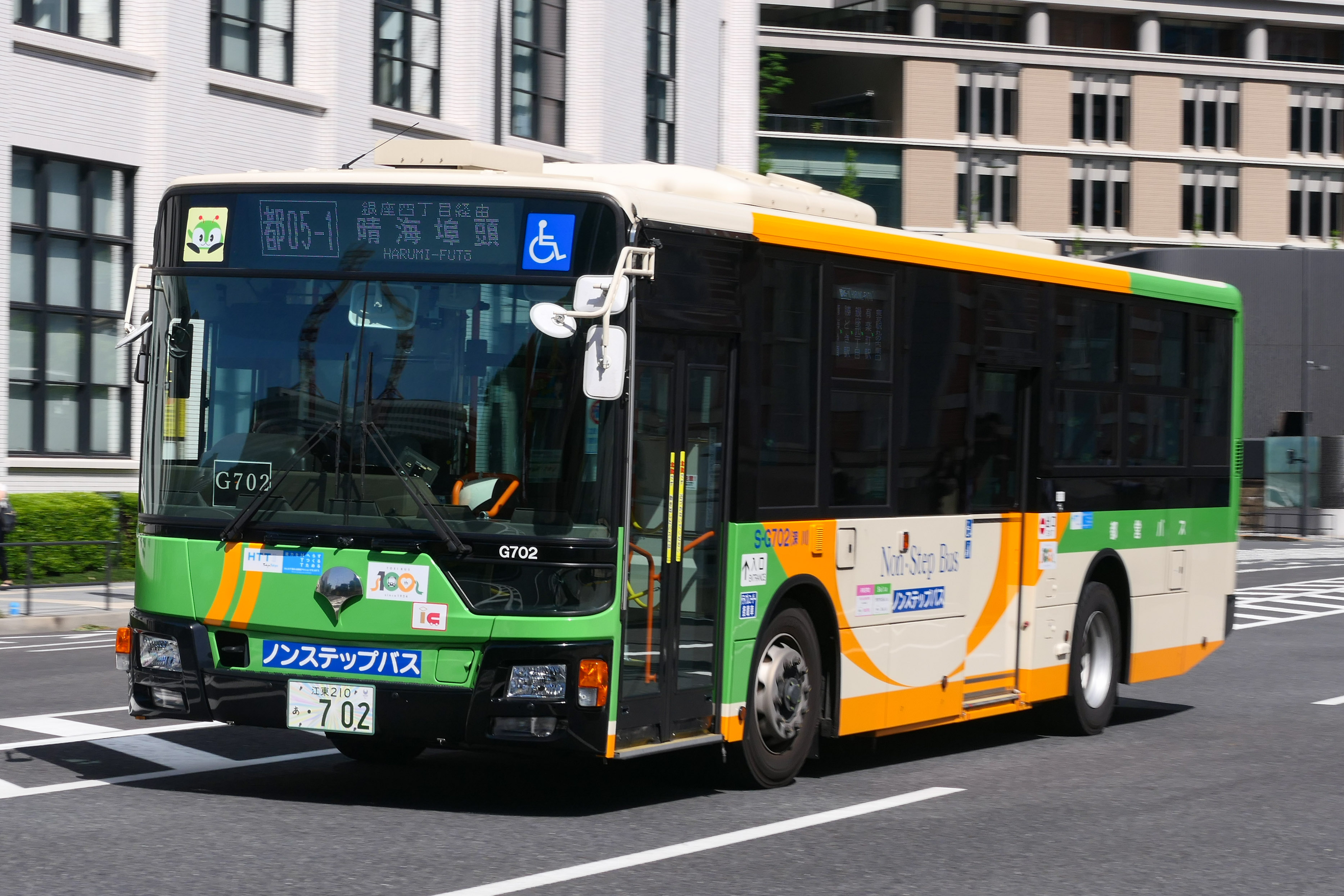
三菱ふそう「エアロミディME」
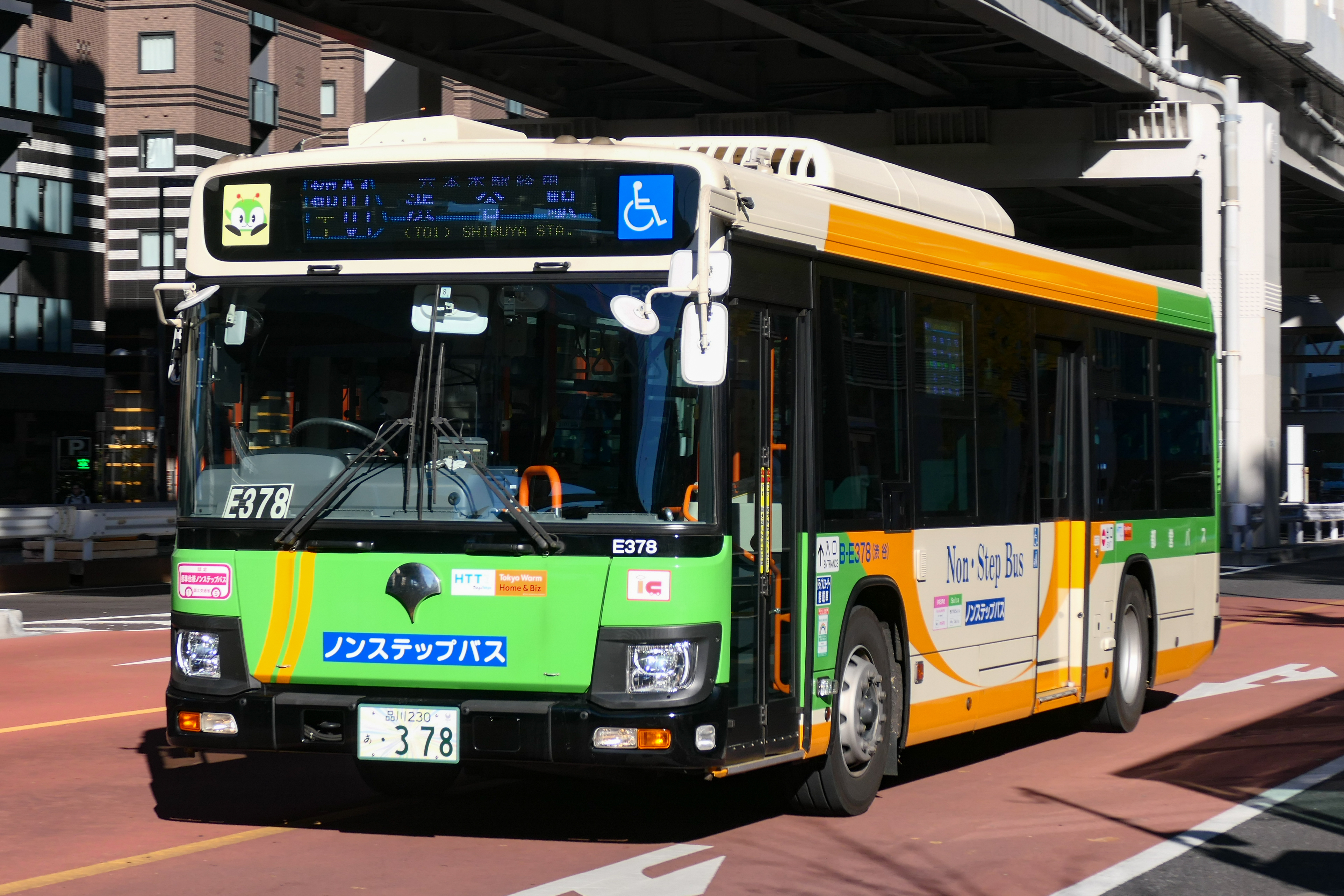
エルガ
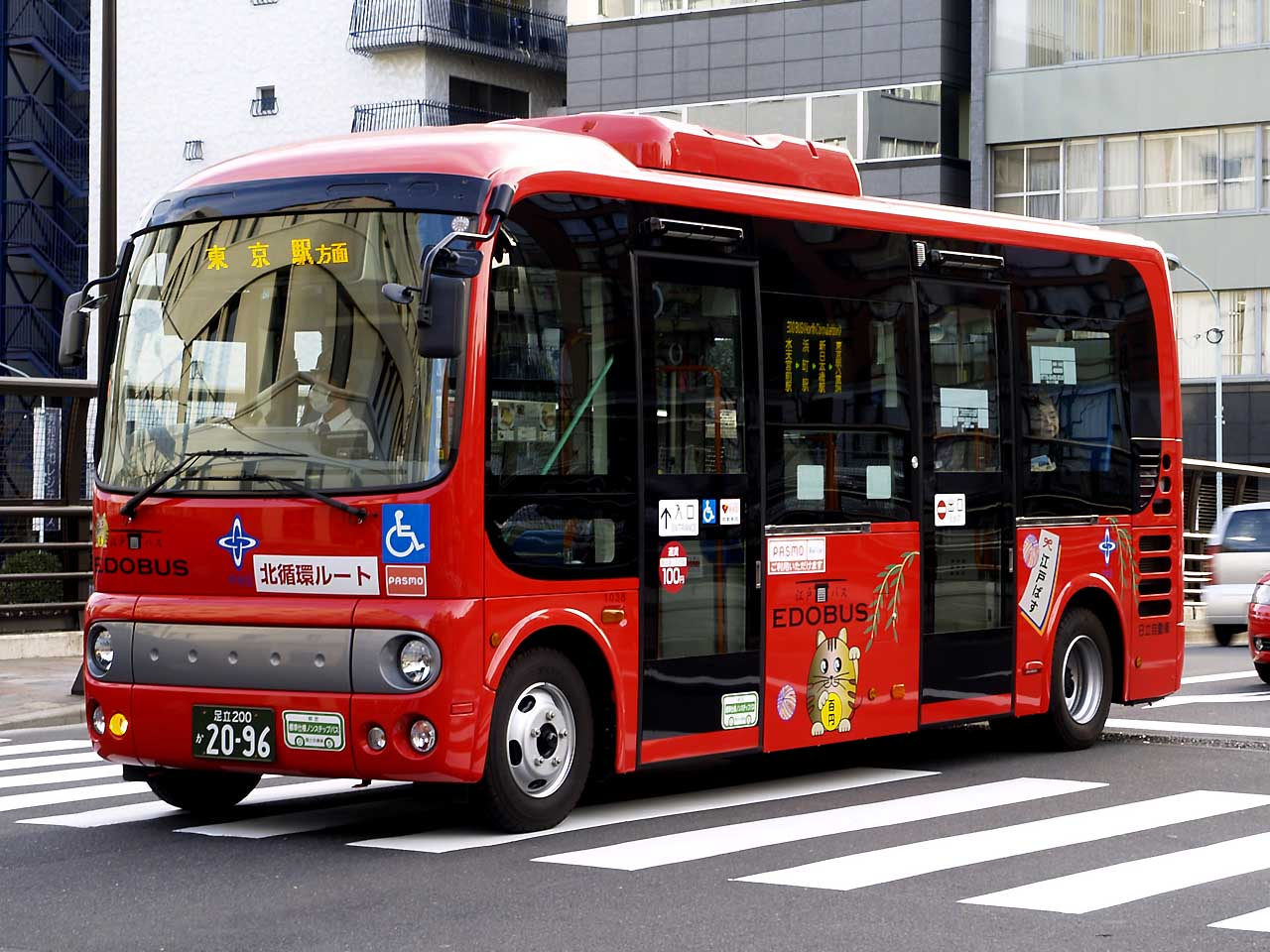
ポンチョ
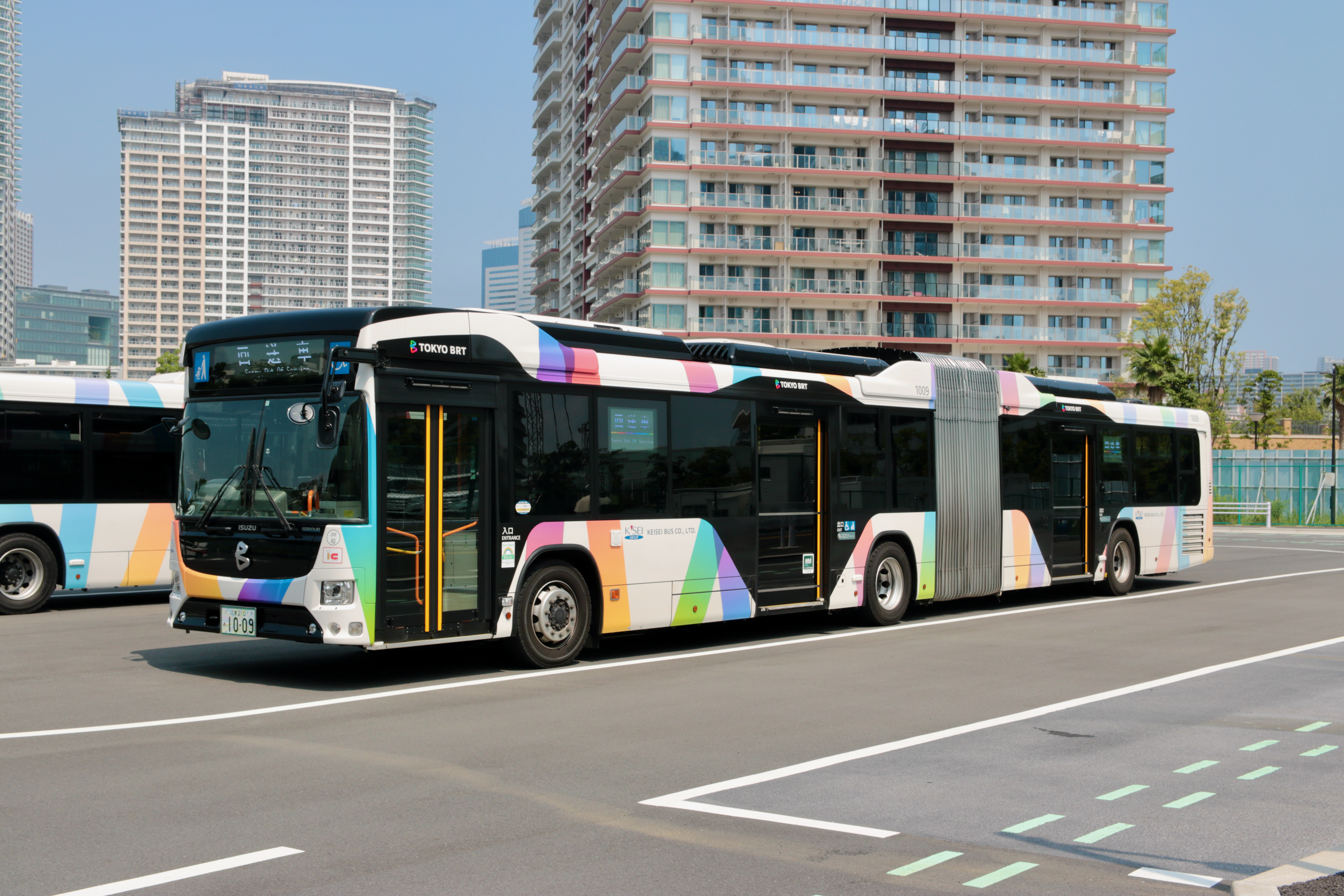
エルガデュオ

- 三菱ふそう「エアロミディMJ」
- 三菱ふそう「エアロミディMK」
- 三菱ふそう「エアロスターMM」
- 富士重工業「ふじ号」

日本で採用されている海外製の車両
電動バスは、中国メーカーが日本で首位となっている現状である。
- EVモーターズ・ジャパン -「F8 series」
- 比亜迪汽車（BYDジャパン[26]）-「K5、K6、K7、K8、K9、J6、J7」
- 江蘇常隆客車（アルファバスジャパン[27]）-「e-City L10」
- 揚州亜星（オノエンジニアリング）-「オノエンスターEV」
- 現代自動車（Hyundai Mobility Japan）-「ELEC CITY TOWN」
- メルセデス・ベンツ -「Citaro」
- スカニア（スカニアジャパン）

## アメリカ合衆国の路線バス
アメリカ合衆国では長距離高速バスである「グレイハウンド」が有名だが、都市間輸送はバスと列車、旅客機がしのぎを削るボストン - ニューヨーク市 - ワシントンD.C.間など一部の区間を除いて、ほぼ旅客機の独擅場である。
ニューヨークやロサンゼルスなどの大都市や地方の都市部では、都市内や都心と郊外を結ぶ路線バス（トランジットバス）が多く設定されており、多くが1ドル25セント - 5ドル程度の運賃で運行されている。同一交通局内のバスと地下鉄、ライトレール・路面電車への乗り換えには、1 - 2時間有効な乗換券が発行され、追加料金は発生しない。車体のフロントにバイクラック（自転車取り付け台）があるバスもある。ニューヨーク市などごく一部の大都市の例を除き、都市内-近郊の路線バスの主な利用者は、自家用車を所有できない貧困層である。都心部での公共交通機関の利用を促すために、大都市郊外のバスターミナル・地下鉄駅には、無料駐車場を併設しているところも多い。米国では通勤交通費の支給は一般的ではないが、駐車場コスト削減のために、交通局と契約を結んで従業員のバス利用を無料にする企業もある。
アメリカのなかでは例外的に一般住民や旅行者にも広く使われるニューヨーク市都市交通局のバスは、同市の地下鉄と同様に、24時間運行され、料金は均一体系である。同市内には12,499ヶ所のバス停があり、全てのバスが障害者・車椅子のための昇降機を備えている。アメリカ各都市における、都市内バスの年間利用者数（2004年）は以下の通り。
1. ニューヨーク 7.40億人
2. ロサンゼルス 3.67億人
3. シカゴ 2.94億人
4. フィラデルフィア 1.63億人

## ヨーロッパの路線バス
都市内交通機関として路面電車とともに路線バスが設定されている。都市内への自家用車の乗り入れを抑制（パークアンドライド）するため、都心部の限定された区間では無料で利用できる施策が行われている都市も多い。また、ロンドン名物の二階バスが有名であるが、2005年12月9日、車イスでは乗り込むことができず、障害者に配慮した公共交通機関を2016年までに整備するよう求めた欧州連合（EU）統一基準はクリアできない等のバリアフリー化などの問題から、旧型車は一般用としては姿を消した。
しかし、観光用としては走っている。

## 韓国の路線バス
大韓民国の路線バスにもかつて車掌が添乗していたが、今ではワンマンバスが主流になっている。路線バスは乗客自身が料金を支払うという意味で「自律バス」と称されたこともあった。路線バスには一般バスとは別に原則として座席数限定で乗客を受け入れる座席バスの区分がある。
広域急行型、直行座席型、座席型、一般型と区分されており、広域急行型と直行座席型は路線バスでありながら高速道路を使うことが多く、例えば直行座席型の路線バスである平沢バスの4401系統は京釜高速道路の安城IC～良才IC区間を利用している。

## シンガポールの路線バス
シンガポールではバスは第一の公共交通機関となっており、年間約300万人前後の利用者で推移している。2001年の公共交通の分担率はバス事業約6割に対して地下鉄事業約2割だったが、2012年の公共交通の分担率はバス事業約4割強に対して地下鉄事業約3割強となった。

### 運行形態
シンガポールではバスの運行形態は乗合バス（Basic Bus Services）、乗合プラスバス（Basic-Plus Bus Services）、補足的バス（Supplementary Bus Services）、プレミアムバス（Premium Bus Services）、特別バス（Special Bus Services）、シャトルバス（Shuttle Bus Services）の6種類に分けられている。
乗合バス（Basic Bus Services）と乗合プラスバス（Basic-Plus Bus Services）には次のような違いがある。
- 乗合バス（Basic Bus Services）
  - 朝から夜まで毎日運行されるもので、定時制やユニバーサル・サービス（USO）のため約400mごとにバス停が設置される[31]。
- 乗合プラスバス（Basic-Plus Bus Services）
  - 平日の朝と夕方の通勤時間帯に運行される急行バスで、時間は乗合バスより約20%短縮されており、利用料金も乗合バスよりも高く設定されている[31]。

なお、補足的バス（Supplementary Bus Services）は、1974年に導入された制度で利用者の多い路線（スキームB）やスクールバスで朝と夕方の通勤時間帯に運行される急行バスである。

### 乗合バス事業者
シンガポールでバス事業を行うには事前に路線や時刻表を申請して公共交通会議からバスサービス免許（Bus Service License：BSL）を取得する必要がある。10路線以上の営業運転を行う事業者はサービス基準を満たした上で、バスサービス事業者免許（Bus Service Operator’s License：BSOL）を取得しなければならない。
2014年現在、SBS Transit Ltd. と SMRT Buses Ltd. の2社のみが乗合バスと乗合プラスバスのバスサービス事業者免許を与えられている。2社の公共交通事業者以外のバス事業者は一般バス事業者としてそれ以外の運行形態のバス事業を行っている。